# 安德鲁·约翰逊总统弹劾案
安德鲁·约翰逊总统弹劾案（英語：The impeachment of Andrew Johnson）是一项1868年2月24日由美国众议院启动，对时任总统安德鲁·约翰逊发起的弹劾动议：包括十一项国会联署在《弹劾条款》上总统所犯之重罪和轻罪。条款中主要罪名是约翰逊总统违反了1867年《职务任期法案》--一项在国会压倒性多数推翻总统否决后，旨在限制总统权力的法案。该罪名基于约翰逊总统直接违反这项法律，罢免时任美国战争部部长埃德温·M·斯坦顿，任命名义少将洛伦佐·托马斯为部长的事实。
早前在国会休会期间，约翰逊就已经暂停了斯坦顿的部长职务，并指任尤利西斯·S·格兰特为代理战争部长。但弹劾启动的最根本原因，是作为北方民主党人的约翰逊与共和党控制的国会在美国南北战争结束后，无法在黑人民权和南方重建问题上达成一致、过度使用否决权，以至于激怒选民、国会。约翰逊总统否决了1866年民权法案并二度否决設立「自由人管理局」，但总统与国会的“对决”并没有使他以及民主党获益：在接下来的1866年选举中，共和党在国会参众两院取得压倒性多数，使得激进共和党中废奴主义者和民权主义者得以掌控国会立法、修宪并绝对独立于总统，直至出现这一美国历史上首次直接弹劾总统的动议。

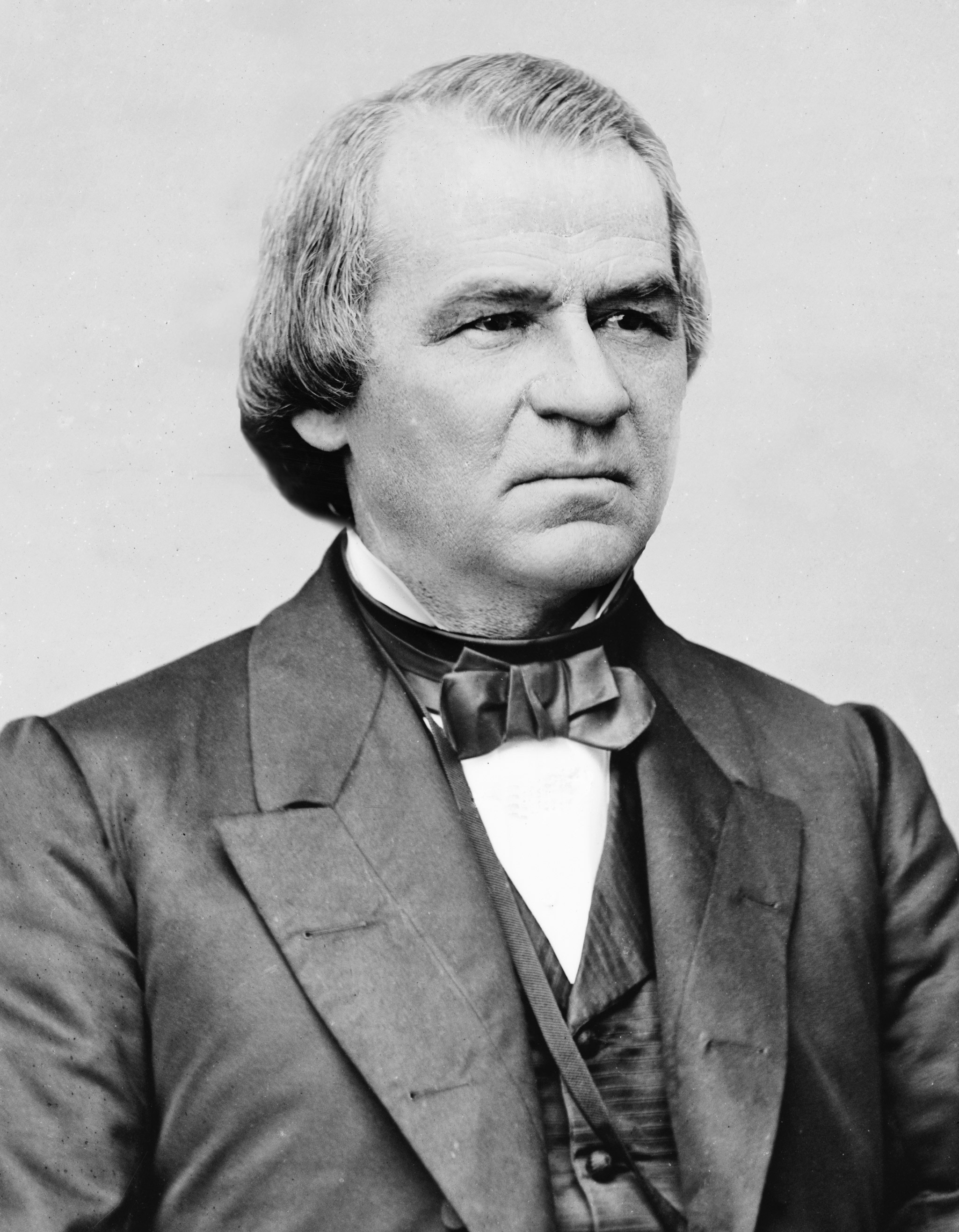
安德鲁·约翰逊总统

1868年3月2日至3日，约翰逊总统正式成为美国历史上第一位被众议院弹劾的总统。参议院3日后启动弹劾庭审程序，由时任最高大法官萨蒙·波特兰·蔡斯担任主席。5月16日，在表决其中一款罪名是否成立的唱名表决上，参议院唱票以35票“有罪”对19票“无罪”，仅以一票之差少于定罪所需要的2/3压倒多数票，即36票“有罪”。在一项10天的休庭后，参议院继续表决另2项条款，但投票结果与上一次完全相同：仅以一票之差使约翰逊总统得以脱罪。在宣判这三款罪行均不成立后，参议院没有继续考虑其它的8项罪名。于是约翰逊总统得以躲过弹劾，避免了被弹劾下台的命运。